# بني عروس
بني عروس قرية جبلية في المغرب تبعد عن مدينة العرائش ب 71 كم وعن ضريح مولاي عبد السلام بن مشيش ب 23 كم. 

## بني عروس (القبيلة)
يطلق اسم بني عروس كذلك على قبيلة بني عروس التي تقطن المنطقة الواقعة بناحية جبالة (إقليم العرائش حالياً)، المنتمون ال هذه القبيلة اشراف من ذرية القطب والولي عبد السلام بن مشيش بن عبد السلام بن سليمان بن أبي بكر بن علي بن بو حرمة بن عيسى بن سلام العروس بن أحمد مزوار بن علي حيدرة بن محمد بن إدريس الثاني بن إدريس الأول بن عبد الله الكامل بن الحسن المثنى بن الحسن السبط بن علي بن أبي طالب وفاطمة الزهراء بنت محمد رسول الإسلام.
تحيط بقبيلة بني عروس قبائل عديدة: جبل حبيب، وبني يدر، وبني حزمر، وبني ليت، والأخماس، وبني يسف، وسماتة، وبني كرفط، وبداوة، وامزورة. وتقدر مساحتها بـ 492 كلم مربع، سكانها يتكلمون باللهجة العربية الدارجة، أما المركز الرئيسي للقبيلة هو قرية تازروت، كما أن القبيلة تتوفر على خمسة وسبعين مسجداً، وواحد وأربعين ضريحاً، وزاويتين، وثمانية وسبعين كتَّأباً قرآنياً، وست مدارس للتعليم الديني الثانوي.
تنقسم القبيلة إلى ست فرق هي: ورا الظهر (18 مدشراً)، والعزابة (17 مدشراً)، ويدلول (14 مدشراً)، وبني أومراس (12 مدشراً)، وابياط (10 مداشر)، وفرقة المداشير (7 مدشراَ).
وفي النظام الإداري تنقسم القبيلة إلى جماعتين قرويتين هما: جماعة تازروت، وجماعة خميس بني عروس، وهناك جزء من القبيلة العروسية تم ضمُّه إلى جماعة أربعاء العياشة.

## سبب التسمية
أسطورة حكوية عن استنجاد عروس بهذه القبيلة وتمت رعايتها وفك زيجتها بتراضي ولهذا تم تسميت القبيلة
ببني عروس

راجع تفصيل ذلك على الرابط : سلام العروس بن أحمد مزوار الإدريسي

## دواوير الجماعة القروية
- المنزلة
- تغزارت
- ضهر الجعادة
- مجمولة
- ابي زهري -أبو بهدي-ومراس -بوجبل-الرملة -أبو جارية-ميسرة-آجنانشة-عين التوم-عين زيانة-عين الحديد -عين معبد -عين غرزول-عين الصوار-عين احبار-عين اقصاب-عياذش-الخالديين-أبو قموا-الخنادق-المجازليين-السكان -تازية-تلفتة-اغبالوا-اذروا-الدرادر-ارريوش-الحمى -احماديش-المجالية -تايدة-العمريش-ادياز-اثليامن-امششون-الحصن -الزنيد-الحمامات -ألما الحايل-الخيام زيدون-اولاد ابي جمعة-القصيبات-ابياض-خندق احمار-اولاد مسعود-البراهمة -الجهيمات-ولاد الشاوي-اولاد عبد الصمد-تزمرت-سلاطنة-دار الحيط-الحارش-تمكيدة-افرنوا السفلي-افرنوا الفوقي-بودعلال-بغورة-طردان-بوعمار-افكير-مرج حمود -السلالم-بسرواس -تزكلوت-داربراطية-دار الخيل-دار ابجو-أبو منديل-أدشيار-تازروت...